# Richard Decloe
Richard « Dick » Decloe (né le 20 mai 1953 à Amsterdam aux Pays-Bas) est un joueur professionnel de hockey sur glace néerlando-canadien.

## Biographie
Dick Decloe commence sa carrière avec les Knights de London de l'Association de hockey de l'Ontario (AHO). En 1972, Il intègre l'Université de Boston dont il en rejoint l'équipe de hockey, les Terriers. Cependant, après 14 parties jouées, il est déclaré inéligible dans le championnat universitaire américain en raison des avantages reçus lors son passage en AHO. De plus, les Terriers se voient retirer les 11 victoires remportées avec lui. Il finit alors la saison avec les Marlboros de Toronto de l'AHO et remporte avec eux la Coupe Memorial.
Suivant ce succès, il part pour l'Europe et joue por le RAAK La Haye du championnat néerlandais. Il termine meilleur pointeur de la phase championnat de la saison tandis que le RAAK termine en tête après avoir fini second de la Coupe. Mais le club haguenois se voit retirer le titre, faute d'avoir présenté un passeport néerlandais pour l'un de ses joueurs canadiens. Decloe part la saison suivante pour l'Allemagne de l'Ouest et le club du Krefelder EV. Il s'adapte rapidement et termine meilleur pointeur et buteur de la 1.Bundesliga, l'élite ouest-allemande, dès sa première saison,. Il finit de nouveau meilleur buteur lors des trois exercices qui suivent ainsi que meilleur pointeur en 1977, année où il est également nommé dans l'équipe d'étoiles de la saison,.
En 1978, il rejoint le Kölner EC et remporte avec le titre de champion d'Allemagne de l'Ouest,. Cette même année, il dispute le Championnat du monde B avec la sélection néerlandaise qui remporte le tournoi, synonyme de promotion en élite mondiale et de qualification pour les Jeux olympiques d'hiver de 1980. La saison suivante, il passe au Düsseldorfer EG, club avec lequel il reste trois ans. En 1980, il prend part aux Jeux olympiques d'hiver de Lake Placid où les Pays-Bas terminent neuvième. En 1980-1981, il termine une nouvelle fois meilleur pointeur du championnat. En 1982, il part pour la Suisse et joue un an avec le CP Berne de la Ligue nationale B (LNB), le second échelon.
Son arrivée en Suisse coïncide avec sa reconversion d'entraîneur. Après son passage dans le club bernois dont il était membre de l'encadrement, il dirige le SC Rapperswil-Jona de la LNB pendant trois saisons. Il rejoint ensuite l'EHC Grindelwald (de) où il est l'adjoint de Ted Snell. Suivant la relégation du club en 1re ligue, Decloe intègre l'effectif pour une saison. En 1988, il prend en charge le SC Lyss qu'il mène au titre en 1re ligue. Il reste sur le banc du club jusqu'en décembre 1990. La saison suivante, Il connait une première expérience en Ligue nationale A avec le HC Bienne. Nommé à la tête du EHC Olten, il mène l'équipe en LNA mais est remplacé par Kent Ruhnke en décembre 1993.

## Statistiques

### En club
| Saison    | Équipe               | Ligue        |    | Saison régulière | Saison régulière | Saison régulière | Saison régulière | Saison régulière |    | Séries éliminatoires | Séries éliminatoires | Séries éliminatoires | Séries éliminatoires | Séries éliminatoires |
| Saison    | Équipe               | Ligue        | PJ | B                | A                | Pts              | Pun              | PJ               | B  | A                    | Pts                  | Pun                  |                      |                      |
| 1970-1971 | Knights de London    | AHO          | 23 | 17               | 5                | 22               | 17               | -                | -  | -                    | -                    | -                    |                      |                      |
| 1972-1973 | Terriers de Boston   | NCAA         | 14 | 12               | 8                | 20               | 18               | -                | -  | -                    | -                    | -                    |                      |                      |
| 1972-1973 | Marlboros de Toronto | AHO          | 17 | 8                | 13               | 21               | 22               | -                | -  | -                    | -                    | -                    |                      |                      |
| 1973-1974 | RAAK La Haye         | 1e divisie   | 24 | 61               | 24               | 85               |                  | -                | -  | -                    | -                    | -                    |                      |                      |
| 1974-1975 | Krefelder EV         | 1.Bundesliga | 31 | 61               | 15               | 76               |                  | -                | -  | -                    | -                    | -                    |                      |                      |
| 1975-1976 | Krefelder EV         | 1.Bundesliga | 36 | 43               | 11               | 54               |                  | -                | -  | -                    | -                    | -                    |                      |                      |
| 1976-1977 | Krefelder EV         | 1.Bundesliga | 45 | 57               | 18               | 75               | 116              | -                | -  | -                    | -                    | -                    |                      |                      |
| 1977-1978 | Krefelder EV         | 1.Bundesliga | 52 | 67               | 86               | 153              |                  | -                | -  | -                    | -                    | -                    |                      |                      |
| 1978-1979 | Kölner EC            | 1.Bundesliga | 37 | 57               | 33               | 90               | 60               | -                | -  | -                    | -                    | -                    |                      |                      |
| 1979-1980 | Düsseldorfer EG      | 1.Bundesliga | 33 | 43               | 26               | 69               | 26               | -                | -  | -                    | -                    | -                    |                      |                      |
| 1980-1981 | Düsseldorfer EG      | 1.Bundesliga | 37 | 51               | 41               | 92               | 30               | 11               | 8  | 11                   | 19                   | 16                   |                      |                      |
| 1981-1982 | Düsseldorfer EG      | 1.Bundesliga | 44 | 50               | 50               | 100              | 54               | 2                | 1  | 2                    | 3                    | 4                    |                      |                      |
| 1982-1983 | CP Berne             | LNB          | 38 | 34               | 27               | 61               |                  | -                | -  | -                    | -                    | -                    |                      |                      |
| 1987-1988 | EHC Grindelwald (de) | 1re ligue    | 22 | 38               | 29               | 67               |                  | 10               | 10 | 4                    | 14                   |                      |                      |                      |

### En équipe nationale
| Année | Équipe   | Compétition            |   | PJ | B | A  | Pts | Pun       |  | Résultats |
| 1974  | Pays-Bas | Championnat du monde B | 7 | 10 | 4 | 14 | 8   | Cinquième |  |           |
| 1975  | Pays-Bas | Championnat du monde B | 7 | 3  | 0 | 3  | 28  | Huitième  |  |           |
| 1979  | Pays-Bas | Championnat du monde B | 6 | 5  | 2 | 7  | 2   | Premier   |  |           |
| 1980  | Pays-Bas | Jeux olympiques        | 5 | 3  | 2 | 5  | 6   | Neuvième  |  |           |

## Titres et honneurs personnels
- 1972-1973 : champion de la Coupe Memorial avec les Marlboros de Toronto
- 1974-1975 : 
  - meilleur pointeur de la 1.Bundesliga
  - meilleur buteur de la 1.Bundesliga
- 1975-1976 : meilleur buteur de la 1.Bundesliga
- 1976-1977 : 
  - meilleur pointeur de la 1.Bundesliga
  - meilleur buteur de la 1.Bundesliga
  - équipe d'étoiles de la 1.Bundesliga
- 1977-1978 : meilleur buteur de la 1.Bundesliga
- 1978-1979 : champion d'Allemagne de l'Ouest avec le Kölner EC
- 1980-1981 :
  - meilleur pointeur de la 1.Bundesliga